# Ногайски език
Ногайски език (ногай тили, ногайша) е един от тюркските езици в подгрупа къпчакски езици.